# Pont Saint-Louis

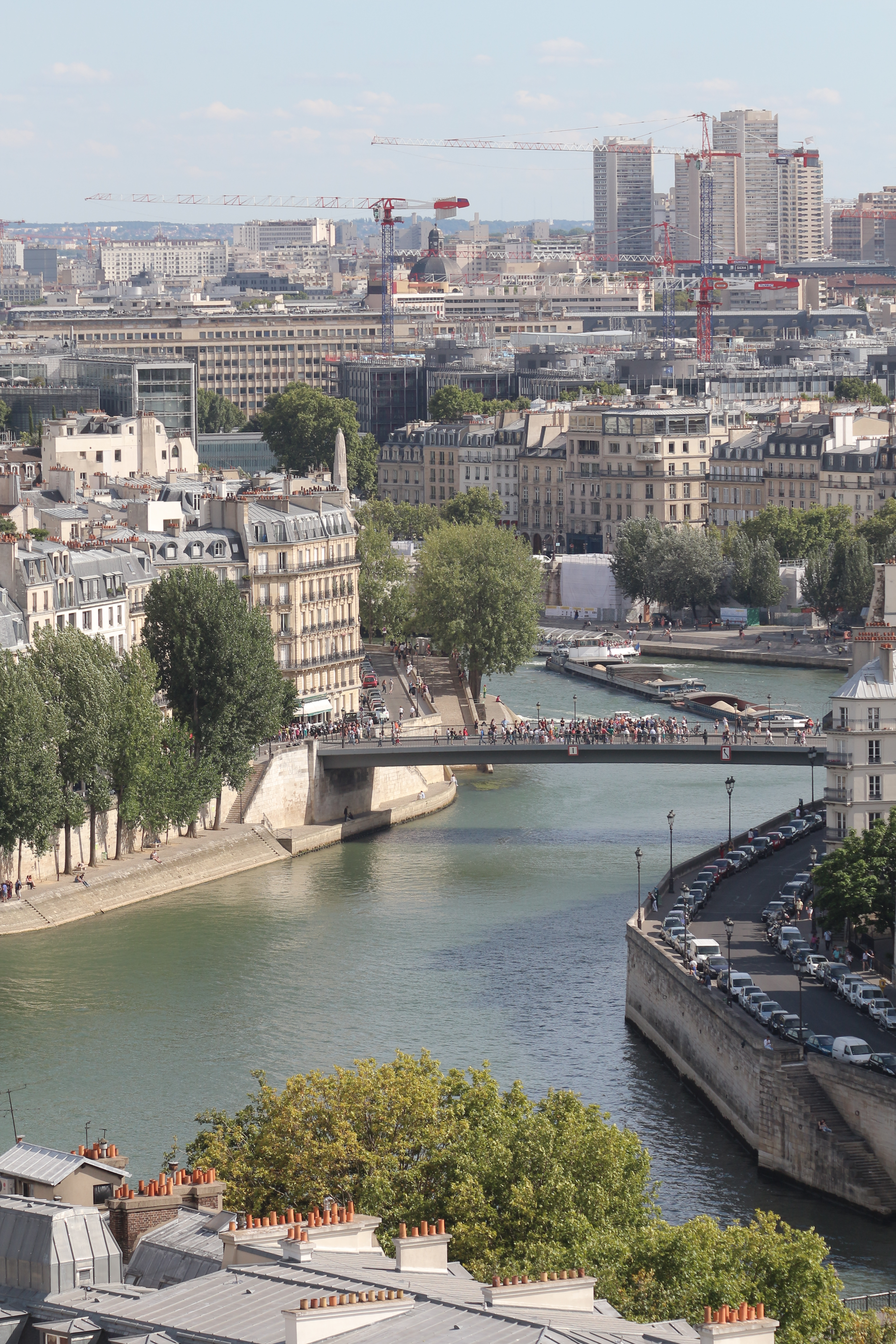
Der Pont Saint-Louis von der Tour Saint-Jacques aus gesehen

Der Pont Saint-Louis ist eine Straßenbrücke über einen Arm der Seine im Quartier Notre-Dame des 4. Arrondissements von Paris. Er ist die einzige feste Verbindung zwischen den Seineinseln Île de la Cité und Île Saint-Louis.

## Vorgeschichte

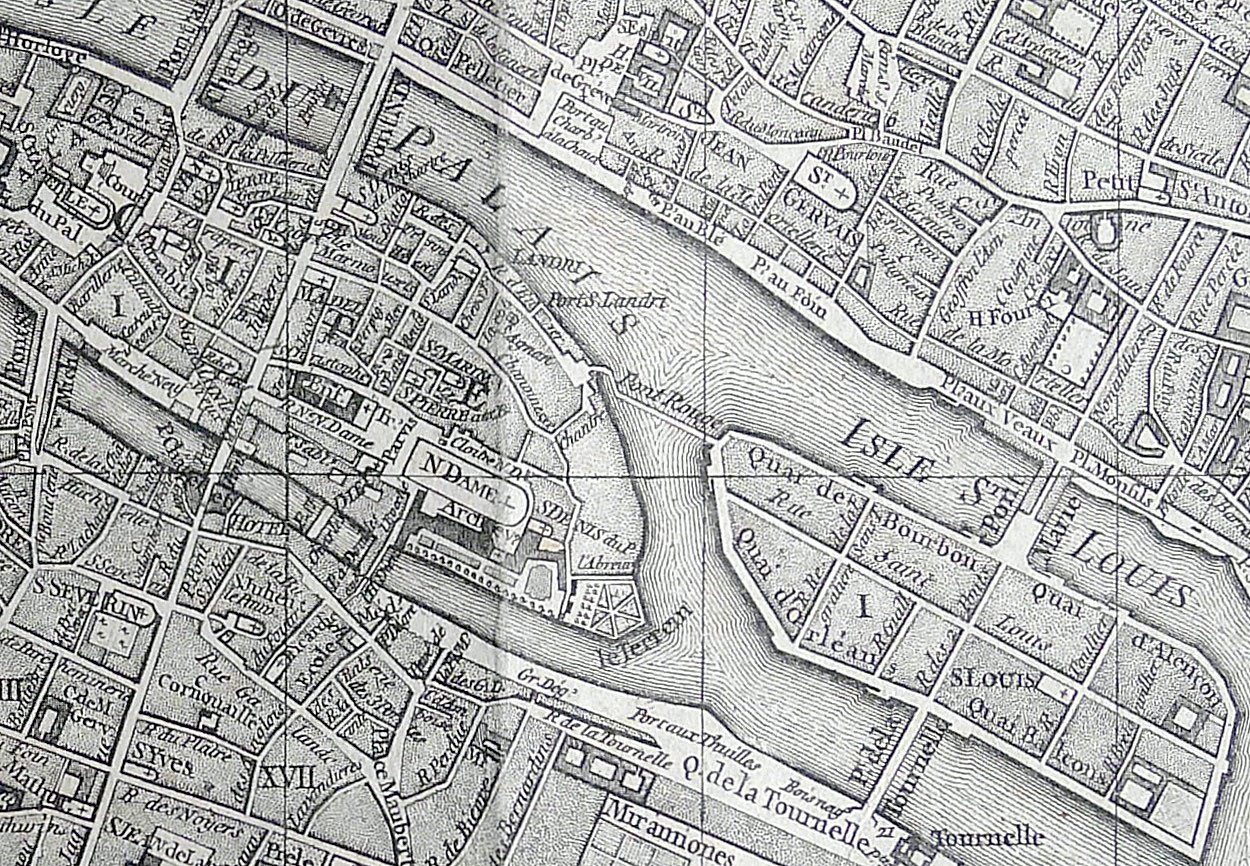
Pont Rouge auf einem Plan von 1760

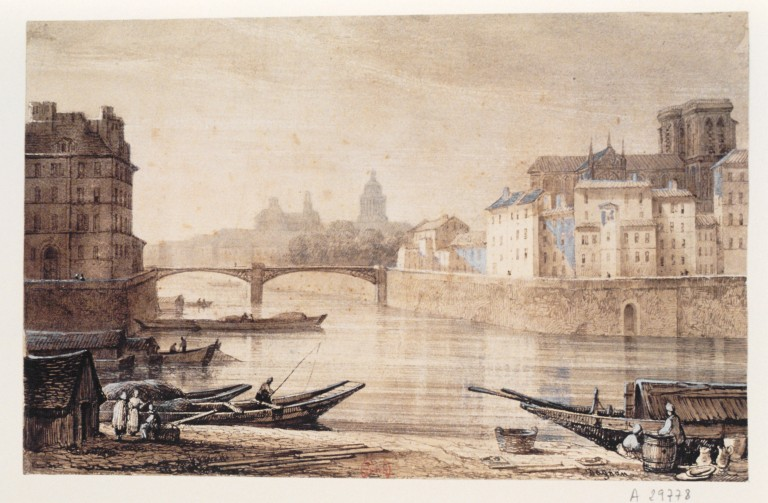
Pont de la Cité

1614 wurden die beiden bis dahin nur als Viehweiden genutzten Inseln Île aux Vaches und Île Notre Dame mit einer gemeinsamen Kaimauer umfasst und der sie trennende Seinearm zugeschüttet. Die so entstandene größere Insel, die seit 1726 Île Saint-Louis heißt, wurde ab 1634 von der Île de la Cité her durch eine Holzbrücke, genannt „Pont de Bois“ oder „Pont Saint-Landry“, erschlossen. Die von Christophe Marie gebaute Brücke kreuzte den Flussarm zwischen den Inseln schräg auf der Achse Rue des Ursins–Quai d’Orléans. Beim Eisgang des Jahres 1709 wurde sie beschädigt und im Jahr darauf abgerissen.
1717 wurde mit dem „Pont Rouge“ eine neue Brücke, ebenfalls in Holzbauweise, eröffnet. Diese Brücke, die ihren Namen der verwendeten roten Farbe verdankte, hielt dem Hochwasser von 1740 stand. 1795 brach sie jedoch bei einem weiteren Hochwasser zusammen.
1803 wurde mit dem Bau einer dritten Brücke begonnen, die 1804 vollendet wurde. Sockel und Pfeiler wurden diesmal aus Stein errichtet; die beiden Bögen wurden aus Eisen gefertigt, die Brückendecke aus Holz. Die als „Pont de la Cité“ bezeichnete Brücke war 70 m lang und 10 m breit. Geleitet wurde der Bau von dem Ingenieur Pierre-Antoine Demoustier. Die nur Fußgängern vorbehaltene Brücke, für deren Benutzung eine Gebühr von 5 Centimes entrichtet werden musste, wurde 1809 durch eine Bodensenkung beschädigt, durch einen hölzernen Steg ersetzt und 1811 abgerissen.

## Geschichte und Beschreibung

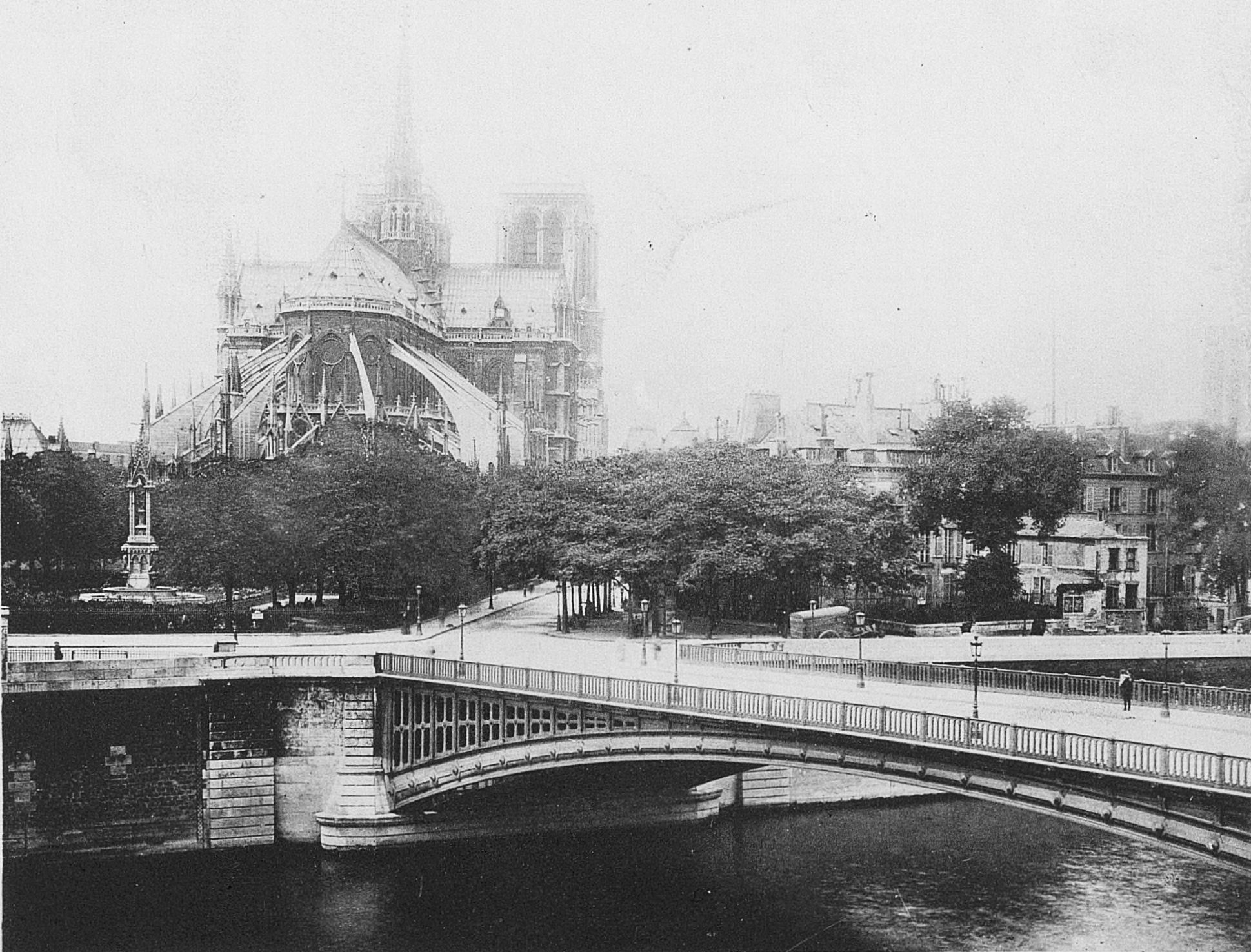
Brücke aus dem Jahr 1861

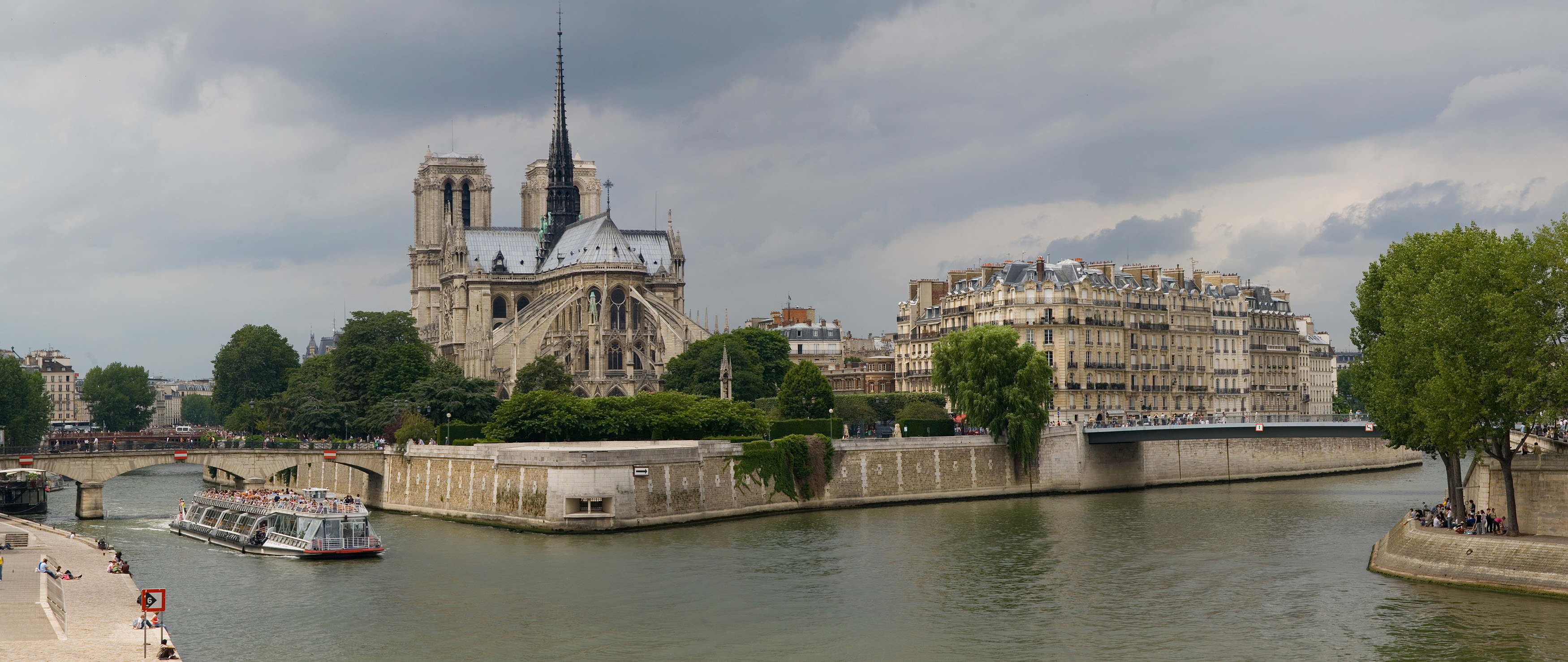
Île de la Cité mit der Kathedrale Notre-Dame und der heutigen Brücke (2006)

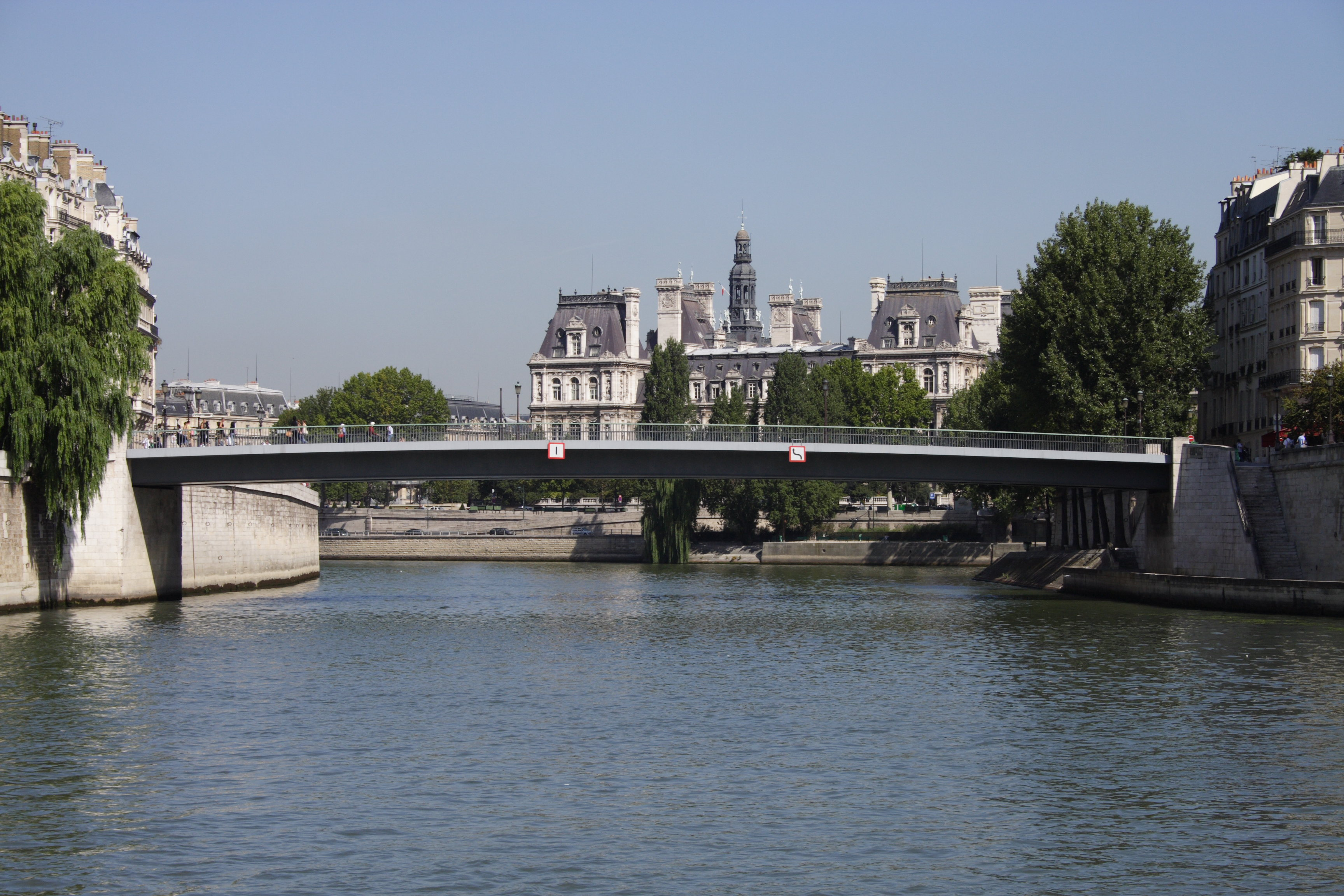
Pont Saint-Louis, Blick von Süden

1842 wurde eine erste Brücke gebaut, die den aktuellen Namen trug. Sie wurde südlich des Pont Louis-Philippe als Hängebrücke angelegt; ihre Benutzung durch Fahrzeuge war nicht möglich, da beiderseits Stufen überwunden werden mussten. Die Baukosten beliefen sich auf 380.000 Francs, die Benutzungsgebühr betrug 20 Centimes.
1861 wurde die Fußgängerbrücke durch eine befahrbare, 655.000 Franks teuere Straßenbrücke ersetzt. Das einbogige Bauwerk aus Gusseisen ruhte beiderseits auf gemauerten Widerlagern, es hatte eine Spannweite von 64 m und war 16 m breit. Nachdem es zweimal durch Schiffe beschädigt worden war, wurde es im Dezember 1939 während der Instandsetzung bei einem Hochwasser ein drittes Mal von einem Frachtschiff gerammt. Dabei brachen die Nieten, die Brücke stürzte ins Wasser und riss die Passanten mit sich. Drei Personen kamen ums Leben, acht weitere konnten aus der Seine gerettet werden.
Wiederum nur als Fußgängerbrücke diente der 1941 während der Deutschen Besetzung geschaffene Ersatz. Dies war eine Fachwerk-Käfigbrücke von 70 m Länge und 8 m Breite, die als Provisorium gedacht war, aber bis 1970 bestand. Vorher hatte sie als Behelfsbrücke beim Bau des Pont de Neuilly gedient. Optisch ähnelte sie einer Eisenbahnbrücke, ihr Äußeres wurde aufgrund ihrer Nähe zur Kathedrale Notre-Dame als problematisch angesehen.
Die heutige Brücke, eine Balkenbrücke aus Stahl, wurde von den Ingenieuren A. Long-Depaquit und J. F. Coste  entworfen. Baubeginn war 1969, 1970 wurde sie eröffnet. Die Einzelbogenbrücke mit Metallgeländern ist 67 m lang und 16 m breit. Es wurden schlichte Linien gewählt, um den Anblick der Kathedrale Notre-Dame nicht mehr zu beeinträchtigen.
2014 wurde das Befahren der Brücke mit Kraftfahrzeugen verboten, nur Fußgängern und Radfahrern ist seitdem die Benutzung gestattet.